# 시즈사토촌 (아이치현)
시즈사토촌(静里村)은 아이치현 호이군에 설치되었던 촌이다. 현재의 가마고리시에 해당한다.